# Mathieu de Montmorency-Laval
Mathieu Jean Félicité, diuk de Montmorency-Laval (ur. 10 lipca 1766 w Paryżu, zm. 24 marca 1826 w Paryżu) – polityk i wojskowy francuski, oraz uczestnik sławnej Grupy Coppet, prowadzonej przez Madame de Staël.

## Życiorys
Syn Mathieu Paul Louis de Montmorency-Laval, poślubił 12 sierpnia 1788 Paulinę-Hortensję d'Albert de Luynes (ur. 2 sierpnia 1774).
Z tego małżeństwa urodziła się Elisabeth de Montmorency, zamężna z pułkownikiem Sosthènes (wicehrabia de La Rochefoucauld de Doudeauville).
Z przekonania ultrarojalista zrobił karierę polityczną za Restauracji, bliski mu był Karol X. 24 grudnia 1821 został ministrem spraw zagranicznych Francji. 30 listopada 1822 otrzymał godność diuka.